# 한국경주마생산마주회
한국경주마생산마주회는 우수 경주마 생산을 통해 경마발전 및 축산발전에 기여 목적으로 2002년 5월 23일 설립된 대한민국 농림수산식품부 소관의 사단법인이다. 사무실은 서울특별시 용산구 이태원동 137-8, 정은빌딩 4층 401호에 있다.